# Katrin Wouters
Katrin Wouters (Antwerpen) is een Belgisch beeldend kunstenaar die bekendheid verwierf als ontwerper van sieraden.

## Biografie
Wouters is opgeleid aan de Koninklijke Academie voor Schone Kunsten van Antwerpen. Na afronding van de opleiding in 1984 ontwerpt zij samen met Karen Hendrix twee sieradencollecties per jaar onder het label Wouters & Hendrix. Elk sieraad wordt verpakt in een doos versierd met twee reproducties van de Venus van Willendorf.